# Orbamia subaurata
Orbamia subaurata är en fjärilsart som beskrevs av W. Warren 1899. Orbamia subaurata ingår i släktet Orbamia och familjen mätare. Inga underarter finns listade i Catalogue of Life.